# Friedrich Wilhelm Isenburg

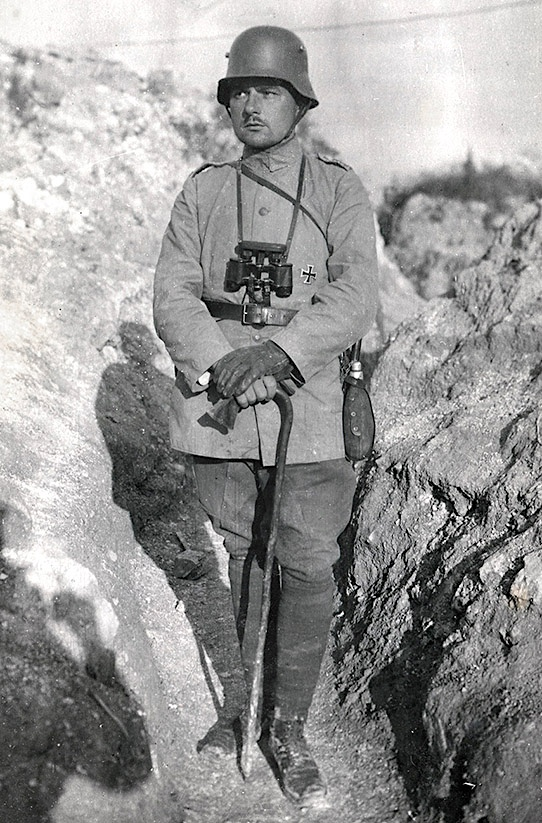
Hauptmann Friedr. Wilh. Isenburg (1917)

Friedrich Wilhelm Julius Isenburg (* 1. März 1882 zu Brandenburg an der Havel; † 20. Juli 1968 in Berlin) war preußischer Offizier und zuletzt Oberstleutnant.

## Herkunft
Isenburg entstammt einer Offiziersfamilie und war Sohn des preußischen Offiziers Felix Alexander Franz Isenburg (* 21. August 1842; † 15. Juni 1886) und dessen Ehefrau Elisabeth Cornand (* 19. August 1850; † 25. Januar 1934).

## Leben
Als Quartaner verließ Friedrich Wilhelm das Schillerrealgymnasium in Charlottenburg und wechselte im März 1894 an die Kadettenanstalt in Plön und trat anschließend als charakterisierte Portepee-Fähnrich am 22. März 1900 in das 4. Unter-Elsässisches Infanterie-Regiment Nr. 143, in welchem er am 18. August 1901 zum Leutnant und am 18. August 1910 zum Oberleutnant ernannt wurde. Im Herbst 1910 wurde Isenburg für drei Jahre auf die preußische Kriegsakademie abkommandiert und absolvierte dort das Seminar für Orientalische Sprachen, um dann vom Juli bis September 1913 bei der III. Matrosen-Artillerie-Abteilung beim Flottenmanöver teilzunehmen. Am 8. Oktober 1914 zum Hauptmann befördert und zum Großen Generalstab abkommandiert, wurde Isenburg 1917 als Kompanieführer dem Königs-Infanterie-Regiment (6. Lothringisches) Nr. 145 an der Westfront zugeteilt und wechselte Anfang 1918 zum Stab der 39. Division.
Am 31.01.21 bei der Heeresfriedenskommission mit dem Charakter als Major und der Erlaubnis zum Tragen der Uniform des Inf.-Rgts. Nr. 145 wurde der Abschied bewilligt.
Als aktives Mitglied in der Veteranen-Vereinigung des Königs-Infanterie-Regiments Nr.145 verfasste er die zweiteilige Regimentsgeschichte der 145er zum Ersten Weltkrieg und war Herausgeber und Redakteur der 145er-Regimentszeitung Der Königs-Infanterist - Regimentszeitung für Kameraden des Königs-Infanterie-Regiments Nr.145.
Um 1939 als Oberstleutnant und Ergänzungsoffiziere bei der 11. Offiziersausbildungsabteilung des Oberkommandos des Heeres schied er 01.02.1941 im Rang eines Oberst a. D. aus der Armee.
Nach dem Zweiten Weltkrieg blieb er weiterhin sehr aktiv in der Vereinigung Ehemaliger des Königs-Infanterie-Regiments Nr. 145 und verfasste bis in die späten 1960er Jahre Mitteilungsblätter und organisierte am Volkstrauertag Regimentstreffen am Denkmal der 145er in Oerlinghausen.

## Familie
Friedrich Wilhelm Isenburg heiratete am 29. November 1913 in Potsdam Ilse Emmeline Charlotte Margarete Ilse Wigankow (* 16. Juni 1888 in Kartzow; † 9. Juli 1952 in Berlin), aus der Ehe gingen der Sohn Fritz Günther (* 3. März 1916; † 21. Juli 1943); die Töchter Felicitas und Helga (* 13. Mai 1920; † Felicitas 24. Februar 2014, † Helga 25. November 2010); und Sohn Hans-Herbert (* 23. März 1926; † 21. März 2019); hervor.

## Werke
- Das Königs-Infanterie-Regiment (6. Lothring.) Nr. 145 im Großen Kriege 1914–1918. Verlag Klasing & Co., Berlin 1922/23.

1. Von der Mobilmachung bis zum Abtransport zur Cambraischlacht (21. November 1917).
2. Vom Eintreffen im Gebiet der 2. Armee (22. November 1917) bis zur Demobilmachung und Auflösung.

- Die Tradition des ehem. 4. Unter-Elsässischen Infanterie-Regiments Nr. 143 führt Infanterie-Regiment 86, Die Tradition des deutschen Heeres Nr. 135, Kyffhäuser-Verlag, Berlin 1936.
- Die Tradition des ehem. Königs-Infanterie-Regiments (6. Lothringisches) Nr. 145 führt I. Batl. des Infanterie-Regiments 12, Die Tradition des deutschen Heeres Nr. 137, Kyffhäuser-Verlag, Berlin 1936.
- Der Königs-Infanterist – Regimentszeitung für Kameraden des Königs-Infanterie-Regiments Nr.145, 63 Ausgaben von 1926 bis 1940, Berlin.
- Kadettenleben: Erinnerungen an meine Jugendjahre am grossen Plöner See. Meteor-Verlag, Hamburg 1958.